# Willi Lojewski
Willi Heinrich Lojewski (* 2. Mai 1924; † 9. April 2008 in Hann. Münden) war ein deutscher Gewerkschafter.

## Leben
Er gehörte seit den frühen 1950er Jahren der SPD an. Von 1975 bis 1987 war er Vorsitzender der Gewerkschaft Gartenbau, Land- und Forstwirtschaft (GGLF).
Lojewski engagierte sich insbesondere für die soziale Absicherung der Beschäftigten durch die Einrichtung einer Zusatzversorgung in der Land- und Forstwirtschaft.
Er amtierte als Vorsitzender des Verwaltungsrats der Bundesanstalt für Arbeit und hatte weitere Funktionen in Verbänden inne. Er wirkte als Präsident der Europäischen Föderation der Landarbeitergewerkschaften, Vizepräsident der Internationalen Föderation der Landarbeitergewerkschaften sowie Mitglied des Wirtschafts- und Sozialausschusses der Europäischen Gemeinschaften.

## Ehrungen
- 1983: Verdienstkreuz 1. Klasse der Bundesrepublik Deutschland
- 1989: Großes Verdienstkreuz der Bundesrepublik Deutschland